# 정영석 (1946년)
정영석(鄭永錫, 1946년 6월 26일~2024년 2월 12일)은 대한민국의 정치인이다. 제33·34대 경상남도 진주시장을 지냈다.

## 학력
- 진주농림고등학교 졸업

## 경력
- 내무부
- 경상남도청 내무국장
- 경상남도청 기획관리실장
- 36대 진양군수(1991년 12월 30일~1993년 7월 22일)
- 창원시 부시장
- 통합 2대 진주시장(관선, 1995년)

## 역대 선거 결과
|  | 43.12% |

|  | 71.04% |

|  | 30.98% |

| 전임 백승두 | 제33·34대 경상남도 진주시장 2002년 7월 1일~2010년 6월 30일 | 후임 이창희 |